# António Banha
António Alfredo Rosa Banha, mais conhecido por António Banha (1941 — 15 de Julho de 2011) foi um actor português.
O actor integrou o elenco do Teatro Nacional e participou em várias séries televisivas e filmes nacionais.
Como bolseiro da Fundação Calouste Gulbenkian, António Banha terminou o Curso de Formação de Actores no Conservatório Nacional, com a peça "Jardim Zoológico", de Edward Albee, em 1966.
Integrou de seguida a companhia dirigida por Francisco Ribeiro, na peça "A Cidade Não é Para Mim", de Afonso Paso, fazendo uma digressão por todo o país.
Foi co-fundador do Teatro de Animação de Setúbal.
Em 1978 integrou o elenco do Teatro Nacional D. Maria II

## Televisão e cinema
- 2001 Querido Professor
- 1999-2000 Esquadra de Polícia
- 1998 Ballet Rose - Vidas Proibidas
- 1998 Médico de Família
- 1996 Polícias
- 1995 Clamor
- 1995 La règle du silence
- 1993-1994 Nico d'Obra
- 1994 O Rosto da Europa
- 1994 A Aleivosa
- 1993 A Banqueira do Povo
- 1992 Amor e Dedinhos de Pé
- 1991 La milliardaire
- 1990 Le mari de l'ambassadeur
- 1990 1871
- 1989 President's Target
- 1988 A Mala de Cartão
- 1987 Mãe Coragem e os Seus Filhos
- 1981 Tragédia da Rua das Flores